# Kilju
Le comté de Kilju, parfois romanisé Kilchu, est situé dans la province du Hamgyong du Nord, dans le nord-est de la Corée du Nord. Son chef-lieu est la ville de Kilju

## Histoire
Du Ier siècle av. J.-C. au VIIe siècle apr. J.-C., la région de Kilju fait partie du royaume de Koguryo, qui occupe la majeure partie nord de la péninsule coréenne et est peuplé de nombreuses tribus de Jurchens. En 1107, la région est annexée par le royaume de Goryeo, qui lui donne son nom actuel, qui signifie « province de bonne fortune ». Sous la période Joseon, Kilju devient un comté en 1398, puis est inclus dans la nouvelle province de Hamgyong en 1509. En 1895, dans le cadre d'une réorganisation des gouvernements régionaux, la province de Hamgyong est dissoute et remplacée par plusieurs petits départements ; le comté de Kilju est alors rattaché au nouveau département de Kyongsong. Mais en 1896, l'organisation des territoires évolue à nouveau, et les départements sont regroupés pour former les provinces du Hamgyong du Nord et du Sud, Kilju étant rattaché à la province du Nord.
Durant l'occupation japonaise (1910 – 1945), le comté est mis au profit de la fabrication de matériel de télécommunications et d'isolation électrique.

## Géographie
Le comté de Kilju se trouve dans la partie sud du Hamgyong du Nord. Il est bordé par les comtés de Myŏngch'ŏn à l'est, de Myŏnggan et de Ŏrang au nord, et par la ville de Kimch'aek ainsi que le comté de Hwadae au sud. À l'ouest, il borde la ville portuaire de Tanch'ŏn, située dans le Hamgyong du Sud ainsi que le comté de Paegam, situé dans la province du Ryanggang.
Kilju se trouve à la jonction entre les monts Hamgyong et les monts Maryong (en) ; le nord-ouest du comté est très montagneux.

## Climat
Dans le Kilju, la température annuelle moyenne est de 7,5 °C (−7,6 °C en moyenne en janvier et 22,2 °C en moyenne en août).

## Sites touristiques
Parmi les sites touristiques du Kilju figure l'ancienne Cour magistrale, édifiée en 1888 afin d'abriter des bureaux et la Kilju Hyanggyo, l'une des écoles provinciales (appelées Hyanggyo) construites durant la dynastie Yi pour permettre l'enseignement du yangban effectué par des érudits aristocrates de la région. Le monument de la Victoire de Pukkwan (en), était situé dans le comté de Kilju avant la réforme territoriale des années 1950 ; il se trouve désormais dans la ville de Kimch'aek, non loin de la frontière avec le Kilju.

## Transport
En plus de disposer de moyens de transport aérien, le comté est desservi par la ligne de chemin de fer de Pyongra (en), qui relie Pyongyang à la zone économique de Rasŏn et fait halte à la gare de Kilju Chongnyon. La ville de Kilju est également reliée par la route à Hamhung et Chongjin.

## Essais militaires et nucléaires
Certaines installations militaires nord-coréennes se trouvent dans le comté de Kilju, dont le centre de d'essais nucléaires de Hwadae-ri. Il a été construit grâce aux aides de l'Union soviétique en 1958, et est devenu connu par la communauté internationale lors des essais nucléaires de 2006, de 2009 et de 2013, tenus aux alentours du mont Mantapsan. Le site d'essais nucléaires de Punngye-ri se trouve également dans le comté de Kilju. L'aire de lancement de missiles de Musudan-ri se trouve dans le Hwadae, le comté voisin. Elle comprend une installation spécifiquement dédiée aux lancements de missiles de type Scud.

## Subdivisions administratives
Le comté de Kilju est composé d'une ville (ŭp), de cinq districts de travailleurs (rodongjagu) et de 22 villages (ri) :
|                                      | Hangeul      | Hanja        |
| ------------------------------------ | ------------ | ------------ |
| Kilju (ville)                        | 길주읍       | 吉州邑       |
| District de travailleurs de Chunam   | 주남노동자구 | 洲南勞動者區 |
| District de travailleurs d'Ilsin     | 일신노동자구 | 日新勞動者區 |
| District de travailleurs de Ryongdam | 룡담노동자구 | 龍潭勞動者區 |
| District de travailleurs de Yŏngbuk  | 영북노동자구 | 營北勞動者區 |
| District de travailleurs de Yŏngnam  | 영남노동자구 | 營南勞動者區 |
| Ch'ŏngam-ri                          | 청암리       | 靑岩里       |
| Ch'unhŭng-ri                         | 춘흥리       | 春興里       |
| Happ'o-ri                            | 합포리       | 合浦里       |
| Hongsu-ri                            | 홍수리       | 紅繡里       |
| Kŭmch'ŏn-ri                          | 금천리       | 錦川里       |
| Kŭmsong-ri                           | 금송리       | 金松里       |
| Moksŏng-ri                           | 목성리       | 木城里       |
| Munam-ri                             | 문암리       | 門岩里       |
| Namyang-ri                           | 남양리       | 南陽里       |
| Onch'ŏn-ri                           | 온천리       | 溫泉里       |
| Pongam-ri                            | 봉암리       | 鳳岩里       |
| P'unggye-ri                          | 풍계리       | 豊溪里       |
| P'yŏngryuk-ri                        | 평륙리       | 坪六里       |
| Rimdong-ri                           | 림동리       | 林洞里       |
| Ryongsŏng-ri                         | 룡성리       | 龍城里       |
| Ryuch'ŏn-ri                          | 류천리       | 柳川里       |
| Sangha-ri                            | 상하리       | 上下里       |
| Sindong-ri                           | 신동리       | 新洞里       |
| Sipil-ri                             | 십일리       | 十一里       |
| Ssangryong-ri                        | 쌍룡리       | 雙龍里       |
| T'apyang-ri                          | 탑양리       | 塔陽里       |
| Tŏksin-ri                            | 덕신리       | 德新里       |